# Formaty plików dźwiękowych
Formaty plików dźwiękowych – formaty plików służące do przechowywania sygnałów audio w postaci sygnału cyfrowego. Układ bitów danych audio, z wyłączeniem metadanych pliku audio, jest nazywany formatem kodowania audio i może być nieskompresowany lub skompresowany w celu zmniejszenia rozmiaru pliku. Kompresja może być przeprowadzona przy użyciu kompresji bezstratnej lub kompresji stratnej dźwięku. Dane mogą być nieprzetworzonym strumieniem bitów w formacie kodowania audio i zwykle są osadzone w formacie kontenera lub formacie danych dźwiękowych ze zdefiniowaną warstwą  pamięci. 

## xwm
Stosowany w grach, czasami w innym kontenerze.

## CD-Audio
CD-Audio to standard bezstratnego cyfrowego zapisu dźwięku na płycie kompaktowej, wykorzystujący do tego celu kodowanie PCM o częstotliwości próbkowania 44,1 kHz i rozdzielczości 16 bitów na próbkę.

## WAV

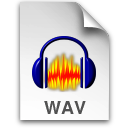
Ikona pliku WAV podczas używania programu Audacity.

Format charakterystyczny dla platformy Windows, zawiera dźwięk w nieskompresowanym formacie PCM. Rzadko stosowany w internecie ze względu na rozmiary plików.
Pozwala na zapis muzyki z jakością płyty kompaktowej (44.1 kHz, 16 bit, stereo) bez strat jakości (wtedy na 1 sekundę dźwięku potrzeba 172 kB) 
Aby nagrać dźwięk w formacie WAV pod Windows można posłużyć się systemowym rejestratorem dźwięku lub skorzystać z bardziej zaawansowanych programów jak np. Cool Edit. 
Ścieżki skopiowane z audio CD daje się zapisać w tym formacie za pomocą programów zwanych ripperami.

### Wielkość 1 sekundy pliku WAV
|         | 8bit mono | 16bit mono | 8bit stereo | 16bit stereo |
| 8kHz    | 7,81kB    | 15,62kB    | 15,62kB     | 31,25kB      |
| 22kHz   | 21,48kB   | 42,96kB    | 42,96kB     | 85,93kB      |
| 44.1kHz | 43,06kB   | 86,13kB    | 86,13kB     | 172,25kB     |

## AIF, AIFF, AIFC, AIFR
Format popularny niegdyś na Macintoshach, obecnie rozpowszechniony również na pecetach. Pliki AIFF nie są kompresowane, chociaż istnieje format AIFF-C, który umożliwia kompresję nawet w stopniu 6:1. 
Windows Media Player, QuickTime Player, DeliPlayer

## FLAC
Format bezstratnej kompresji dźwięku z rodziny kodeków Ogg rozwijany przez Xiph.Org Foundation. Jego wzorcowa implementacja jest wolnym oprogramowaniem.

## WavPack (wv)
Format bezstratnej kompresji dźwięku, oparty na zasadach otwartego oprogramowania.
WavPack umożliwia tworzenie plików hybrydowych - tworzony jest wówczas plik zakodowany stratnie oraz plik z „danymi naprawczymi”, który w połączeniu z plikiem zakodowanym stratnie umożliwia odtworzenie identycznego strumienia dźwiękowego jak oryginał.

## Monkey’s Audio (ape, apl)
Bezstratny kodek dźwięku autorstwa Mathew T. Ashland.

## True Audio (TTA)
Darmowy kodek bezstratnej kompresji dźwięku w czasie rzeczywistym. Autorem kodeka jest Aleksander Djourik.

## OptimFROG
Format bezstratnej kompresji dźwięku, zaprojektowany przez Florina Ghido.

## TAK
Tom’s verlustfreier Audiokompressor (TAK) to format bezstratnej kompresji dźwięku, którego twórcą jest Thomas Becker.

## Shorten (shn)
Shorten format bezstratnej kompresji dźwięku, którego autorem jest Tony Robinson.

## Meridian Lossless Packing (MLP)
Standard bezstratnej kompresji sygnału PCM, stworzony przez firmę Meridian Audio, Ltd, znany również jako Packed PCM (PPCM). Jest standardem bezstratnej kompresji dla płyt DVD-Audio.

## DTS-HD Master Audio
Format bezstratnej kompresji dźwięku, stworzony przez firmę Digital Theater System, Inc.

## MP2, MPG, MPE, MPEG, MPEG2
Pliki kompresji stratnej dźwięku, poprzednicy standardu MP3. Pliki o takich rozszerzeniach mogą zawierać także filmy. 
Programy: Windows Media Player, Deli Player, Winamp

## Musepack (MPC)
Format stratnej kompresji dźwięku, bazujący na algorytmach MPEG Layer-2 (MP2), jednakże znacznie w stosunku do nich rozbudowany.

## MP3
Format wykorzystujący standard kompresji MPEG-1 Audio Layer 3. 
Grupa Motion Picture Expert Group przy współpracy z Instytutem Frauenhofera z niemieckiego Erlangen, stworzyła algorytm kompresji i zapisu plików multimedialnych, ze szczególnym naciskiem na obraz (format MPEG). Jednak format ten można było wykorzystać również do zapisu audio i tak powstał format MP3. Największą zaletą tego zapisu jest możliwość skompresowania pliku typu WAV do MP3 nawet 12,13-krotnie, czyli dużo bardziej niż przy pomocy popularnych algorytmów kompresujących (ZIP, RAR, ARJ). 
Jakość bliska CD przy standardowych warunkach odsłuchu wymaga strumienia 128 Kbitów/sek, około 1 MB/minutę, spotykane zakresy od kilkunastu Kb/s (mowa, wiadomości strumieniowo, monofonicznie) do 320 Kb/s (najwyższa dostępna przepływność), stereofoniczne. Kodowanie VBR (Variable Bit Rate) daje nieco lepszą jakość przy tej samej wielkości plików. 
Na popularność MP3 wpływa przede wszystkim wysoki stopień kompresji danych dźwiękowych, dzięki czemu pliki w tym formacie mają stosunkowo niewielkie rozmiary przy jednoczesnej wysokiej jakości brzmienia. 
Pliki MP3 można odtwarzać przy pomocy różnych programów komputerowych (na przykład Winampa dla systemów Microsoft Windows, Macamp dla Macintosha, XMMS dla systemów uniksowych), natomiast do ich tworzenia służy na przykład program MP3 Compressor. Niektóre discmany potrafią odtwarzać płyty CD-R i CD-RW zawierające pliki MP3.

## Mp3Pro
Technologia opracowana przez szwedzką firmę Coding Technologies, a licencjonowana przez Thomson Multimedia. W założeniach miała ona całkowicie zastąpić bardzo popularny format MP3.
Nowa technologia, w której powstał Mp3Pro, pozwala na zmniejszenie objętości plików dźwiękowych nawet o 50% w porównaniu z MP3. Utwór zakodowany w MP3Pro z gęstością 64 kb/s odpowiada teoretycznie jakością utworowi MP3 zakodowanemu z gęstością 128 kb/s. W praktyce jakość tych plików jest wyższa, gdyż MP3Pro nie usuwa dźwięków o najwyższych częstotliwościach, jak to robi MP3. Zmniejszenie wielkości plików ma przede wszystkim zaspokoić potrzeby użytkowników Internetu - o wiele łatwiej przesyłać je pocztą elektroniczną. Ponadto pozwala to na zmieszczenie dwukrotnie większej liczby plików w pamięci przenośnych odtwarzaczy. MP3Pro jest w pełni kompatybilne jedynie z odtwarzaczami MP3 produkowanymi przez firmę Thomson, przez co format ten jest mało rozpowszechniony. Opłaty za korzystanie z nowego formatu są niewiele wyższe niż za "zwykłe" MP3. 
Do konwersji na format Mp3Pro przydatne są programy Adobe Audition, Nero Wave Editor oraz darmowy Thomson mp3Pro audio player.

## M4A (MPEG-4 Audio Layer)
Kontener multimedialny zgodny ze standardem MP4 zawierający tylko strumień audio. M4A może zawierać dźwięk skompresowany stratnie (AAC, AAC+ i pochodne) lub bezstratnie (Apple Lossless Audio Codec (ALAC)).

## Ogg Vorbis (Ogg, Oga)
Ogg i Vorbis to odpowiednio kontener multimedialny i stratny kodek audio stworzone i popularyzowane przez fundację Xiph.org, format jest rozprowadzony na zasadach FLOSS i nie jest ograniczony patentami. Pliki mają zazwyczaj końcówkę .ogg, co stało się źródłem pewnych nieporozumień. Zapewniany stosunek jakości dźwięku do objętości wynikowego pliku jest lepszy od tego, co oferuje MP3, kosztem jednak większych wymagań podczas odtwarzania. Jest praktycznie domyślnym formatem audio dla większości dystrybucji Linuksa, aczkolwiek jest też obsługiwany przez wiele sprzętowych i programowych odtwarzaczy na inne platformy. Mimo wszystko nie znalazł szerszego zastosowania w radiach internetowych, jak i sklepach on-line.

## Opus
Format stratnej kompresji dźwięku, przystosowany do kodowania zarówno mowy jak i muzyki. Charakteryzuje się małym opóźnieniem (10-20 ms), najwyższą (w momencie wprowadzenia) jakością kompresji dźwięku oraz możliwością płynnej zmiany stopnia kompresji w dowolnej chwili. Używa algorytmów SILK (ze Skype) oraz CELT. Stosowanym formatem plików jest Ogg. Próbkowanie 48 kHz jest uzasadnione przeznaczeniem do transmisji gotowych nagrań oraz fizjologią słuchu człowieka. Opus jest kodekiem audio wymaganym przez standard WebRTC. Opus jest formatem otwartym i bezpłatnym

## QuickTime Audio
Platforma multimedialna rozwijana przez firmę Apple obsługująca formaty cyfrowego wideo, obrazu, dźwięku, obrazów panoramicznych i interaktywności.

## RealAudio
Format RealAudio został przedstawiony w 1995 roku przez firmę RealNetworks z myślą o zastosowaniu w Internecie. Obecnie jest on standardem strumieniowego przesyłania dźwięku przez Internet. Do jego przesyłu wystarczy modem 28,8 Kbps, ale możliwe jest także przesyłanie dźwięku o bardzo wysokiej jakości dla odpowiednio szybkich łączy.
Przy odpowiednim oprogramowaniu system RealAudio pozwala na nadawanie audycji na żywo. Jakość dźwięku zależy głównie od możliwości modemu i łącza. Kłopoty te można jednak ominąć wybierając podczas zapisu pliku Real Audio docelową prędkość transmisji. RealSystem G2, ma możliwość przesyłania również plików w innych formatach.
Obecne wersje kodeka Real mogą generować pliki o wysokiej jakości przy różnych gęstościach strumienia bitowego a jakość porównywalna z radiem FM osiągalna jest już przy gęstości 20 do 34 kb/s (przy wyższych gęstościach strumienia bitowego dokładne testy wykazują niewielkie zniekształcenia wysokich tonów).
Real charakteryzuje się dużą szybkością działania. Być może jednym z najważniejszych powodów, dla których produkt firmy Real nie osiągnął popularności MP3, jest fakt, iż MP3 postrzegany jest głównie jako format plikowy, umożliwiający tworzenie i przechowywanie kolekcji utworów, podczas gdy Real kształtował swój obraz jako firmy zajmującej się głównie transmisją strumieniową. 
Pliki RealAudio o jakości podobnej do MP3 są mniejsze i od razu gotowe do transmisji strumieniowej, jednak koszt oprogramowania serwera jest zbyt duży dla przeciętnego użytkownika co czyni tę cechę nieistotną. 
Pliki *.ra *.rm *.rf *.re można udostępnić do pobrania zamieszczając odsyłacz bezpośrednio do niego na stronie WWW. Poza innym formatem pliku, sytuacja ta nie różni się niczym od występującej w przypadku plików WAV czy MP3 - plik zostanie pobrany przez przeglądarkę na dysk, a następnie odtworzony przez odtwarzacz RealPlayer. 
Pliki Real można także strumieniować – wówczas na stronie umieszcza się tylko odsyłacz do metapliku (tradycyjnie metapliki RealMedia mają rozszerzenie *.ram), a w metapliku wpisuje adres właściwego pliku *.rm. RealPlayer będzie wówczas odtwarzał plik w miarę pobierania danych z sieci.

## WMA (Windows Media Audio)
Windows Media Audio został stworzony przez firmę Microsoft.
Użytkownicy zauważyli, że o ile WMA znakomicie radzi sobie z kompresją muzyki, to kompresja nagranej mowy pozostawia wiele do życzenia. Wprawdzie wiele z tych wad wyeliminowano lub chociaż poprawiono w najnowszej wersji kodeka Windows Media Audio 8, ale jakościowo nadal ustępuje on MP3.
Zgodnie z zapewnieniem producenta funkcja kodowania Windows Media Audio 8 dostarcza dźwięk o jakości jak z płyty CD i rozmiarze dwukrotnie mniejszym niż pliki w formacie MP3, dzięki czemu podwaja ilość miejsca przeznaczonego na przechowywanie muzyki i skraca czas pobierania muzyki cyfrowej o jakości płyt CD.
Atutem tego standardu jest strumieniowa obsługa plików i łatwa integracja ze środowiskiem XML. Najczęściej dane zakodowane za pomocą WMA umieszcza się w kontenerze ASF.

## ATRAC
Format stratnej kompresji dźwięku stworzony przez firmę Sony. Kompresja ATRAC stosowana jest w Minidiskach.

## Beatnik
Beatnik, firmy Headspace, obsługuje format [RMF], czyli Rich Music Format. Jest to zaawansowana technika, pozwalająca uzyskać bardzo bogate brzmienie, przy niewielkiej objętości pliku.

## Liquid Audio
To szyfrowany format plików muzycznych zaproponowany przez wytwórnię EMI. Standard ten, jak twierdzą twórcy, ma zabezpieczać utwór przed nielegalnym kopiowaniem. Aktualnie format jest na dobrej drodze do sukcesu - w Internecie istnieje już firmowy sklep Liquid, w którym można kupić wybrane utwory, a niektórych posłuchać bezpłatnie. 
Jakością jest zbliżony do mp3, a wielkie koncerny typu BMG Entertainment czy Universal Music skłaniają się do sprzedaży utworów swoich artystów właśnie w Liquid Audio.
Aby móc skorzystać z tej oferty, trzeba zaopatrzyć się w firmowy odtwarzacz Liquid Player i zarejestrować się na stronie producenta.

## a2bmusic
Format kompresji stratnej dźwięku stworzony przez firmę AT&T Labs. Korzystał z kompresji AAC, zamiast ówcześnie bardziej popularnego MP3. Tak jak w Liquid Audio dźwięk był przesyłany poprzez sieć zaszyfrowany, co miało uniemożliwić nielegalne kopiowanie, jakość dźwięku była porównywalna z płytą CD. Sam plik a2bmusic zajmuje mniej miejsca niż mp3. Przy zakupie utworu dodawana była także okładka płyty i teksty. W tym formacie zostało wydanych kilkaset utworów.

## Master Quality Authenticated (MQA)
Master Quality Authenticated to kodek audio wykorzystujący kompresję stratną, przeznaczony do transmisji strumieniowej dźwięku cyfrowego i pobierania plików. Został wprowadzony na rynek w 2014 roku przez brytyjską firmę Meridian Audio Ltd, obecnie jest własnością MQA Ltd wydzielonej z firmy macierzystej i jest przez nią licencjonowany.